# Desarmillaria
Desarmillaria (Herink) R.A. Koch & Aime (podopieńka) – rodzaj grzybów z rodziny obrzękowcowatych (Physalacriaceae). W Polsce występuje jeden gatunek, dawniej zaliczany do rodzaju Armillaria (opieńka).

## Systematyka i nazewnictwo
Pozycja w klasyfikacji: Fomitopsidaceae, Polyporales, Incertae sedis, Agaricomycetes, Agaricomycotina, Basidiomycota, Fungi (według Index Fungorum).
Bazonim Armillaria subgen. Desarmillaria utworzył Josef Herink w 1973 r. Do rangi odrębnego rodzaju podnieśli go R.A. Koch i M.C. Aime w 2017 r.
Nazwę polską zarekomendowała Komisja ds. Polskiego Nazewnictwa Grzybów.

## Gatunki
- Desarmillaria caespitosa (Berk.) Antonín, J.E. Stewart & Medel 2021[4]
- Desarmillaria ectypa (Fr.) R.A. Koch & Aime 2017 – podopieńka torfowiskowa
- Desarmillaria tabescens (Scop.) R.A. Koch & Aime 2017

Nazwy naukowe i wykaz gatunków na podstawie Index Fungorum. Nazwy polskie na podstawie rekomendacji Komisji ds. Polskiego Nazewnictwa Grzybów.